# Rajd Hiszpanii 1991

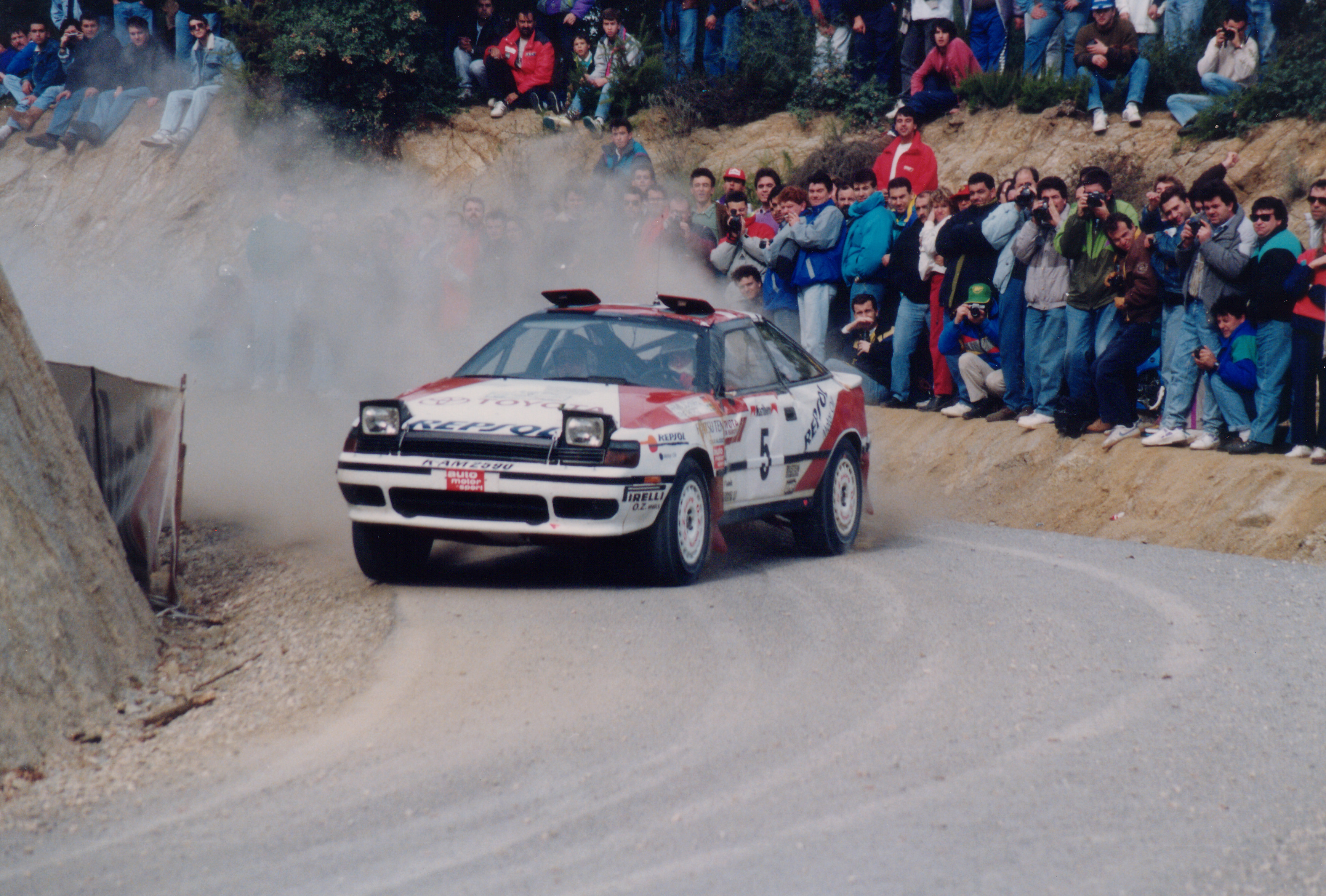
Armin Schwarz podczas rajdu

Rajd Katalonii - Rajd Hiszpanii 1991 (27. Rallye España - Catalunya Costa Brava) – 27 Rajd Hiszpanii rozgrywany w Hiszpanii w dniach 10-13 listopada. Była to trzynasta runda Rajdowe mistrzostwa świata w roku 1991. Rajd został rozegrany na nawierzchni asfaltowej i szutrowej. Bazą rajdu było miasto Lloret de Mar.

## Wyniki końcowe rajdu[1]
| Msc.     | Kierowca                  | Pilot             | Samochód                      | Czas    | Strata   | Grupa | Punkty |
| WRC      | WRC                       | WRC               | WRC                           | WRC     | WRC      | WRC   | WRC    |
| -------- | ------------------------- | ----------------- | ----------------------------- | ------- | -------- | ----- | ------ |
| 1.       | Armin Schwarz             | Arne Hertz        | Toyota Celica GT-4 (ST165)    | 6:44:42 | 0.0      | A8    | 20     |
| 2.       | Juha Kankkunen            | Juha Piironen     | Lancia Delta HF Integrale 16v | 6:46:15 | +1:33    | A8    | 15     |
| 3.       | François Delecour         | Daniel Grataloup  | Ford Sierra Cosworth 4x4      | 6:46:20 | +1:38    | A8    | 12     |
| 4.       | Jose María Bardolet       | Antonio Rodríguez | Ford Sierra Cosworth 4x4      | 6:50:22 | +5:40    | A8    | 10     |
| 5.       | Andrea Aghini             | Sauro Farnocchia  | Lancia Delta HF Integrale 16v | 6:51:44 | +7:02    | A8    | 8      |
| 6.       | Jorge Recalde             | Martin Christie   | Lancia Delta HF Integrale 16v | 7:03:42 | +19:00   | A8    | 6      |
| 7.       | Luis Monzón               | Alex Romaní       | Lancia Delta HF Integrale 16v | 7:09:08 | +24:26   | A8    | 4      |
| 8.       | Fernando Capdevila        | Alfredo Rodríguez | Ford Sierra Cosworth 4x4      | 7:37:51 | +53:09   | N4    | 3      |
| 9.       | Joaquim Casasayas         | Manuel Dalmases   | Peugeot 309 GTI               | 7:50:24 | +1:05:42 | A7    | 2      |
| 10.      | Jose María Ponce          | Jose Carlos Déniz | BMW 325ix                     | 7:50:33 | +1:05:51 | N4    | 1      |
| PWRC     |                           |                   |                               |         |          |       |        |
| 1. (8.)  | Fernando Capdevila        | Alfredo Rodríguez | Ford Sierra Cosworth 4x4      | 7:37:51 | 0.0      | N4    | 13     |
| 2. (11.) | Carlos Saúl Facundo Menem | Victor Zucchini   | Ford Sierra Cosworth 4x4      | 7:53:15 | +15:24   | N4    | 7      |

## Klasyfikacja po 13 rundach
Tabele przedstawiają tylko pięć pierwszych miejsc.

### Kierowcy
| Lp. | Kierowca        | Pkt |
| --- | --------------- | --- |
| 1   | Juha Kankkunen  | 138 |
| 2   | Carlos Sainz    | 131 |
| 3   | Didier Auriol   | 101 |
| 4   | Massimo Biasion | 69  |
| 5   | Armin Schwarz   | 55  |

### Producenci
| Lp. | Producent  | Pkt |
| --- | ---------- | --- |
| 1   | Lancia     | 134 |
| 2   | Toyota     | 126 |
| 3   | Ford       | 46  |
| 4   | Mitsubishi | 45  |
| 5   | Mazda      | 38  |